# Jan Maximiliaan van Tuyll van Serooskerken (1886-1938)
Jan Maximiliaan baron van Tuyll van Serooskerken (Voorburg, 29 mei 1886 - Amsterdam, 14 april 1938) was de zoon van Hendrik Nicolaas Cornelis van Tuyll van Serooskerken en Arnaudina Hoevenaar, vrouwe van Geldrop.
In 1911 trouwde hij met jkvr. Carolina Frederika Henriette Quarles van Ufford (1887-1972) en het echtpaar ging in 1934 op kasteel Geldrop wonen. Hij werd toen namelijk heer van Geldrop, nadat zijn moeder overleed. Van 1917 tot 1938 was hij wethouder van Geldrop.
Zij kregen de volgende kinderen:
- Hendrik Nicolaas Cornelis van Tuyll van Serooskerken (1916-2017), burgemeester en de latere heer van Heeze.
- Jan Maximiliaan van Tuyll van Serooskerken (1918-2007), gemeenteraadslid en wethouder van Geldrop van 1947 tot 1953.
- Ds. Carel Frederik Hendrik van Tuyll van Serooskerken (1924), predikant en oud-eigenaar van het fossielenmuseum te Oostkapelle.

Na de dood van Jan Maximiliaan werd Carolina vrouwe van Geldrop en zij bleef op het kasteel wonen; ze was er de laatste bewoonster.